# Hysterium acuminatum
Hysterium acuminatum är en svampart som beskrevs av Fr. 1819. Hysterium acuminatum ingår i släktet Hysterium och familjen Hysteriaceae.  Arten är reproducerande i Sverige. Inga underarter finns listade i Catalogue of Life.